# Exoletus

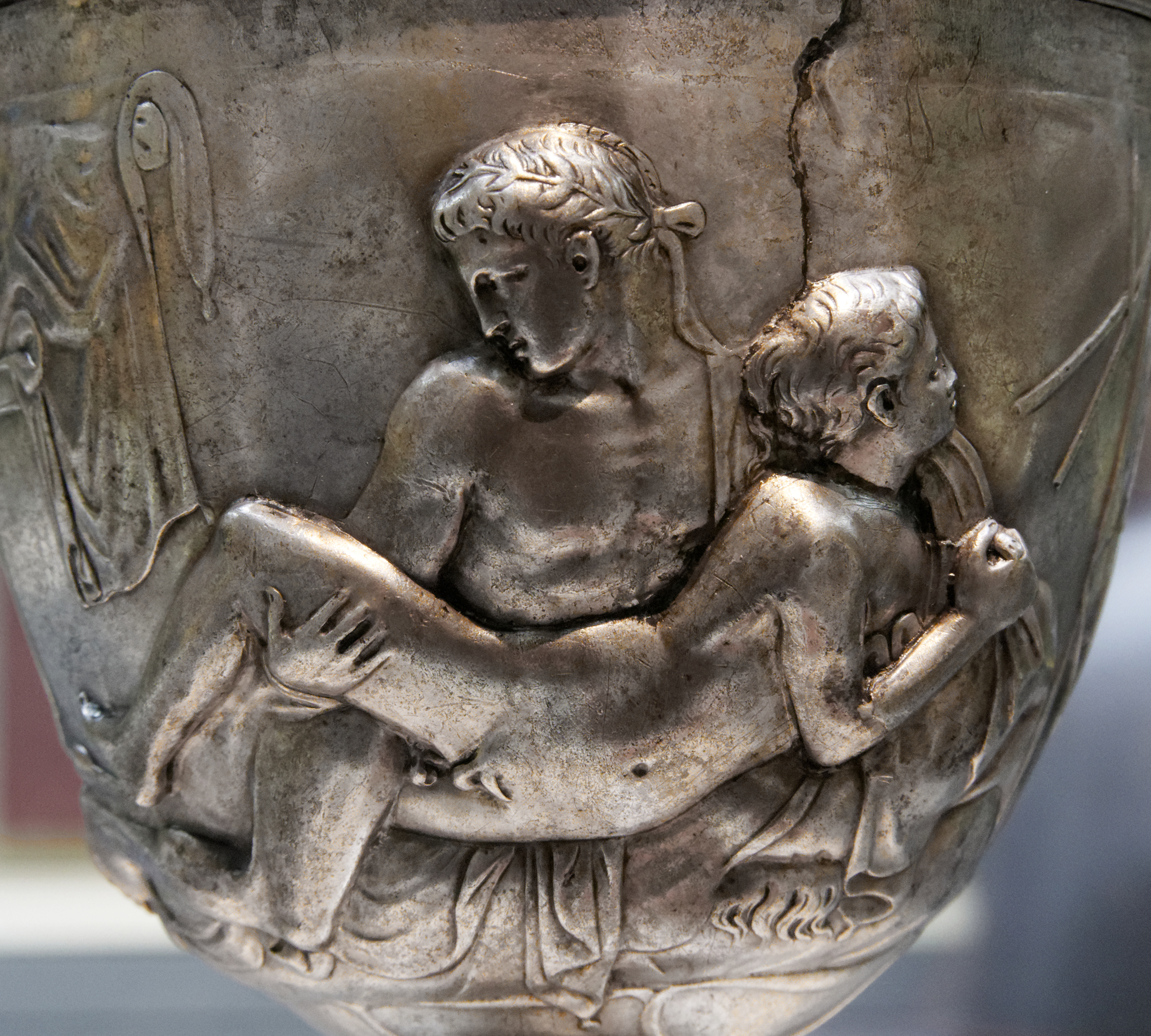
Copa Warren, lado B.

Exoletus es un término latino, el participio perfecto pasivo del verbo exolescere, 'desgastar con la edad'. Se cree que en la antigua Roma se aplicaba la palabra para referirse a determinado tipo de prostitutos homosexuales, de aspecto rudo y velludo en contraposición a los adolescentes prostitutos, catamitas. Aunque el significado preciso no está del todo claro y hay controversia entre los historiadores, el filósofo decimonónico británico Jeremy Bentham le dio la siguiente definición:

Hay un nombre en particular para aquellos hombres que ya han pasado el corto periodo más allá del cual ningún hombre espera ser objeto de deseo por los de su propio sexo. Son los exoleti. Como ningún varón que ha pasado la breve juventud puede esperar reciprocidad en esta clase de afecto, ya que desde el principio resultaría tan odioso para un muchacho como en un corto periodo sería el muchacho para él, la satisfacción de esta clase de sensualidad tenía lugar solo en el ámbito de la prostitución. Ya que sus gustos depravados no podrían ser solucionados ni con los mejores propósitos de una mujer viciosa.

Sin embargo, la palabra es aplicada también a los adolescentes, "puberes exoleti". En un ensayo sobre arte erótico romano, John Pollini argumenta que el término no se refiere a la edad sino a la prostitución en sí, ya que los prostitutos serían considerados físicamente desgastados por la frecuencia en la práctica del sexo anal. En cambio, James L. Butrica argumenta, en el artículo Algunos mitos sobre anomalías en el estudio de la sexualidad romana en el Journal of Homosexuality, que el término no implica la prostitución en absoluto.
La palabra se encuentra en la obra de Séneca Epistulae 95.24 ("transeo puerorum infelicium greges, quos post transacta convivia aliae cubiculi contumeliae expectant. transeo agmina exoletorum per nationes coloresque discripta, ut eadem omnibus levitas si") y en la de Cicerón Philippicae: "qui semper secum scorta, semper exoletus, semper lucas duceret" para describir a Marco Antonio.